# اوکلند ۱۹۶۲۰
سیارک ۱۹۶۲۰ (به انگلیسی: 19620 Auckland، نامگذاری:1999QG) نوزده هزار و ششصد و بیستمین سیارک کشف شده‌است که در ۱۸ اوت ۱۹۹۹ کشف شد.
قدر مطلق سیارک برابر ۱۳٫۶۰ است.